# 坪川健一
坪川 健一（つぼかわ けんいち、1916年（大正5年） - 2006年（平成18年）4月13日）は、「だるまや百貨店」（現在の西武福井店）創業者・坪川信一の長男で、元「だるまや百貨店」社長を務めた日本の実業家。劇団「自由舞台」主宰。福井県陶芸館長などを務めた。
1955年（昭和30年）には、米ノ浦（現福井県丹生郡越前町）の逃散を題材にした脚本『逃散』が全国青年大会（日本青年団協議会・文部省など主催）で上演されて最優秀賞を受賞した。